# Solo cimento
O solo cimento é uma mistura composta por terra, cimento e água.
É utilizada na construção de casas populares. A terra ideal para a mistura deve ser arenosa contendo entre 70% a 80% de areia.
Solo-cimento é o material obtido pela mistura de solo, cimento e água. O tijolo deste material é feito pela prensa, manual ou automatizada, dessa mistura. Após a prensa ele passa pela cura e secagem, não sendo necessária sua queima.
O tijolo de solo-cimento também é conhecido como tijolo modular ou ecológico. Ecológico pela expressiva redução do consumo de energia, já que não é necessária a queima do tijolo.
Além disso, esse sistema de fabricação é muitas vezes viabilizado para programas habitacionais ou mutirões, como por administração direta. Fato que demonstra a transferência de tecnologia pela fácil assimilação dos operarios, dos equipamento e também da mão-de-obra já familiarizada com o sistema construtivo de alvenaria.
O solo-cimento vem sendo aplicado ainda em: fundações, pisos, passeios, muros de contenção, barragens e blocos prensados.
Mistura solo-cimento: A melhor opção e de solo arenoso com 70/80% de areia + 30/20% de solo argiloso ou 30/20 % deste solo, misturado em 70% de areia, e qualquer uma das misturas de 12 a 15% de cimento.
Preparo do solo-cimento: A mistura é semelhante a que se faz outras argamassas. O homogeneização é feita com peneira de malha ABNT de 4,8 mm, do solo e/ou da areia e do cimento, para tirar impurezas e torrões, que poderão ser quebrados e aproveitados. Em seguida aplicar aplica-se água em pequena quantidade, de preferencia com o uso de regador com pequeno chuveiro, evitando-se a concentração em determinado ponto.
Para construção de barragens e muros de contenções, a forma mais indicada é o uso do produto dentro de sacos, que deverão ser molhados apenas depois de empilhados de forma que fiquem travados.
Para grandes obras recomenda-se fazer analise do solo em laboratório, para determinação das misturas adequadas evitando-se desperdício, ou mesmo, a geração de um produto final de baixa qualidade.